# Piedra de Tängelgårda

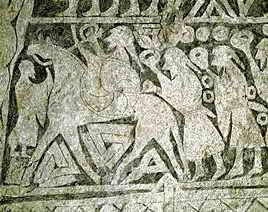
Detalle de la piedra de Tängelgårda I.

La Piedra de Tängelgårda es una estela decorada con imágenes de la época vikinga, fechada el siglo VIII d. C. y localizada en la parroquia de Lärbro, Gotland, Suecia. La pieza muestra escenas de guerreros portando unos anillos, uno de ellos es un jinete y posiblemente representa al dios Odín, con símbolos del valknut dibujados bajo el caballo.